# Адміністративний поділ Бахрейну
Бахрейн поділяється на 4 мухафаз (араб. محافظة; мн.ч. محافظات «мухафазат»). Центральна мухафаза була ліквідована 2014 року.
До 3 липня 2002 року Бахрейн ділився на 12 муніципалітетів.